# Tom Berkeley
Tom Berkeley (* im 20. Jahrhundert) ist ein irischer Filmschauspieler, Filmregisseur, Drehbuchautor und Filmschaffender, der für und mit seinem Kurzfilm An Irish Goodbye bei den 95. Academy Awards 2023 mit einem Oscar ausgezeichnet wurde.

## Biografisches
Berkeley besuchte die Universität in London, wo er auch seinem späteren Partner Ross White erstmals begegnete. Schon damals schrieben sie, jeder für sich, Drehbücher. 2018/2019 vertieften sie diese Arbeit dann.
Berkeley und White gründeten 2020 Floodlight Pictures und drehten mit ihrer Firma als erstes den Kurzfilm Roy. Ihr derzeitiges Projekt heißt The Golden West.
Berkeley und Ross sind vor allem bekannt für die Kurzfilme Roy (2021) und An Irish Goodbye (2022), in denen sie eng zusammenarbeiteten. Beide Produktionen wurden vielfach ausgezeichnet und erhielten darüber hinaus zahlreiche Nominierungen für weitere Preise. In dem Film Roy geht es um einen Witwer, der sehr zurückgezogen lebt. Als er eines Nachts versehentlich die Nummer einer Hotline anwählt und dort an eine junge Frau namens Cara gerät, entwickelt sich aus diesem unbeabsichtigten Kontakt eine merkwürdige Freundschaft. David Bradley ist in der Titelrolle besetzt, Rachel Shenton in der Rolle der Cara. In dem irisch-britischen Kurzfilm An Irish Goodbye geht es um zwei Brüder, die nicht nur Abschied von ihrer unerwartet verstorbenen Mutter nehmen müssen, sondern auch herauszufinden versuchen, wie es mit ihnen und ihrem Leben nun weitergehen wird. Auch dieser Film wurde mit zahlreichen Auszeichnungen bedacht und war für weitere nominiert, darunter auch für den Oscar, den er auch erringen konnte.

## Filmografie (Auswahl)
- 2013: Doctors (Fernsehserie, Staffel 15/Episode 13 The Lean; Schauspieler)
- 2017: Total War: Warhammer II (Videospiel; Stimme)
- 2018: Meghan and Harry: In Their Own Words (Fernsehfilm; Stimme von Prinz Harry)
- 2018: Bleachy Doomsday (Schauspieler)
- 2021: Roy (Kurzfilm; Regie, Drehbuch)
- 2022: An Irish Goodbye (Kurzfilm; Regie, Drehbuch)
- 2023: Glow & Darkness (Fernsehserie, 3 Folgen)

## Auszeichnungen
Auszeichnungen und Nominierungen für den Kurzfilm Roy – jeweils gemeinsam mit Ross White
- 2021 Vancouver International Film Festival: nominiert in der Kategorie „International Kurzfilm/Bester Kurzfilm“
- 2021 The British Short Film Awards: nominiert in den Kategorien „Bester britischer Kurzfilm“ und „Beste Regie“
- 2021 Show Me Shorts Film Festival: nominiert für den Festival-Avard in der Kategorie „Bester internationaler Film“
- 2021 Santa Barbara International Film Festival: nominiert für den Best Live Action Short Award in der Kategorie „Bester Kurzfilm“
- 2021 PÖFF Shorts: nominiert in der Kategorie „Bester internationaler Kurzfilm/International Competition“
- 2021 Norwich Film Festival, UK, nominiert in der Kategorie „Bester Kurzfilm“
- 2021 New York Shorts International Film Festival: nominiert für den Festivalpreis in der Kategorie „Bester Film“
- 2021 LA Shorts International Film Festival: nominiert in der Kategorie „Bester internationaler Kurzfilm/International Competition“
- 2021 HollyShorts Film Festival: nominiert in der Kategorie „Bester internationaler Kurzfilm/International Competition“
- 2021 Foyle Film Festival: nominiert in der Kategorie „Bester internationaler Kurzfilm“
- 2021 Flickers’ Rhode Island International Film Festival: nominiert für den Festival Award in der Kategorie „Bester narrativer Kurzfilm“
- 2021 Edmonton International Film Festival: nominiert für den International Short Film Award in der Kategorie „Bester internationaler Kurzfilm“
- 2021 Discover Film London Festival: Gewinner des Discover Award in den Kategorien „Bester Debütfilm“ und „Audience Award“
- 2021 Bolton International Film Festival: nominiert in der Kategorie „Bester Kurzfilm“
- 2022 Atlanta Film Festival: nominiert in der Kategorie „Bester narrativer Kurzfilm“
- 2022 British Shorts Film Festival, Berlin: Gewinner Festival Preis Audience Award
- 2022 Edera Film Festival: nominiert für den Jurypreis in der Kategorie „Bester Kurzfilm“
- 2022 Fastnet Short Film Festival: Gewinner des Festivalpreises und des Jurypreis in den Kategorien „Bestes Drama“ und „Bester internationaler Kurzfilm“
- 2022 Malatestashort Film Festival: Gewinner in der Kategorie Bester Film
- 2022 Flickerfest International Sort Film Festival: nominiert in der Kategorie „Bester internationaler Kurzfilm/Bester Film“
- 2022 Nottingham International Film Festival: nominiert für den Robin Hood Award in der Kategorie „Bester Kurzfilm“
- 2022 Short Shorts Film Festival & Asia: nominiert in der Kategorie „Bester Kurzfilm/International Competition“

Auszeichnungen und Nominierungen für den Kurzfilm An Irish Goodbye – jeweils gemeinsam mit Ross White
- 2021 Leeds International Film Festival: nominiert in der Kategorie „Bester britischer Kurzfilm“
- 2021 Leuven International Short Film Festival: Gewinner des Audience Award in der Kategorie „Bester europäischer Kurzfilm Competiton“
- 2021 Leuven International Short Film Festival: nominiert für den European Competition in der Kategorie „Bester Kurzfilm“
- 2021 Cambridge Film Festival: nominiert für den Golden Punt Audience Award in der Kategorie „Bester Kurzfilm“
- 2022 The British Short Film Awards: Gewinner in den Kategorien „Jury-Award“ und „Bester Kurzfilm-Award“ in vorgenannten Kategorien
- 2022 Still Voices Short Film Festival: Gewinner in der Kategorie „Bester irischer Kurzfilm“
- 2022 Santa Barbara International Film Festival: nominiert für den Bruce Corwin Award in der Kategorie „Bester Live Action Kurzfilm“
- 2022 San Diego International Film Festival: Gewinner des „Festival Award/Artistic Director’s Award“
- 2022 PÖFF Shorts: nominiert in der Kategorie „Bester Kurzfilm/International Short Film Competition“
- 2022 Odense International Film Festival: nominiert in der Kategorie „Bester Kurzfilm International“
- 2022 Norwich Film Festival, UK: Gewinner in der Kategorie Bester Kurzfilm/Bester britischer Film
- 2022 Irish Film Festa: Gewinner des Festival Award in der Kategorie „Bester Kurzfilm – Drama“
- 2022 Indy Shorts International Film Festival: Gewinner des Comedy Award und des Audience Choice Award in den Kategorien „Beste Komödie“
- 2022 In the Palace International Short Film Festival: nominiert für den Jury-Preis in der Kategorie „Bester internationaler Kurzfilm“
- 2022 FEST New Directors/New Films Festival: nominiert für den Silver Lynx in der Kategorie „Bester Kurzfilm – Fiktion“
- 2022 Discover Film London Festival: Gewinner in den Kategorien „Craghoppers-Filmpreis £20.000“ und „Beste Regie“
- 2022 Chicago Irish Film Festival: Gewinner Festivalpreis in der Kategorie „Bester Kurzfilm“
- 2022 Brisbane International Film Festival: nominiert für den Jury-Award in der Kategorie „Bester Kurzfilm“
- 2022 Bengaluru International Short Film Festival: Gewinner „Let’s Include Competition“ und Nominierung in der Kategorie „International Competition“
- 2022 Austin Film Festival: nominiert für den Jury-Award in der Kategorie „Bester narrativer Kurzfilm“
- 2023 BAFTA Awards: Gewinner des BAFTA-Film-Award in der Kategorie „Bester britischer Kurzfilm“
- 2023 Academy Awards, USA: ausgezeichnet in der Kategorie „Bester Kurzfilm“